# 歌舞伎の年表
歌舞伎の年表（かぶきの ねんぴょう）では、歌舞伎における特筆すべき事象をあげる。
作品については、歌舞伎の演目一覧参照。

## 江戸時代
- 1603年（慶長8年） - 出雲阿国が北野天満宮でかぶき踊りを演じ、評判をとる。
- 1624年（寛永1年） - 江戸に猿若座開場（後の中村座）。
- 1629年（寛永6年） - 遊女歌舞伎が禁止される。
- 1634年（寛永11年） - 江戸に村山座開場（後の市村座）。
- 1642年（寛永19年） - 江戸に山村座開場。
- 1650年（慶安3年） - 右近源左衛門が「海道下り」を舞う（女形の祖と言われる）。
- 1652年（承応1年） - 若衆歌舞伎が禁止され、若衆役者の前髪が全て剃り落される。
- 1653年（承応2年） - 以後役者の前髪を剃り落とすこと、「物真似狂言づくし」を行うことなどを条件に、興行再開が許可される。
- 1656年（明暦2年） - 役者評判記をはじめて出版。
- 1657年（明暦3年） - 明暦の大火。吉原遊廓が日本橋から浅草に移転を命じられる。
- 1660年（万治3年） - 江戸に森田座開場。この年後水尾上皇が仙洞御所で「狂言尽し」を観る。
- 1678年（延宝6年） - 初代坂田藤十郎が『夕霧名残の正月』（後の『廓文章』）の伊左衛門をつとめ人気を博す（和事芸の完成）。
- 1685年（貞享2年） - 初代市川團十郎が『金平六条通』の坂田金平をつとめる（荒事芸の完成）。
- 1708年（宝永5年） - 二代目團十郎が『勝扇子』を記す（京都の興行師が弾左衛門に勝訴したことを記念したもの）。
- 1714年（正徳4年） - 江戸城大奥を巻き込んだ舞台にした江島生島事件で山村座が廃座、以後、中村座・市村座・森田座の江戸三座となる。
- 1716年（正徳6年） - 前年に人形浄瑠璃で大当たりを取った近松門左衛門作『国性爺合戦』が歌舞伎化される（丸本歌舞伎の嚆矢）。
- 1746年（延享3年） - 『菅原伝授手習鑑』が歌舞伎化。翌年（延享4年）『義経千本桜』が歌舞伎化。翌年（寛延元年）『仮名手本忠臣蔵』が歌舞伎化（以上「三大時代物」）。丸本歌舞伎の全盛時代。
- 1825年（文政8年 ） - 『東海道四谷怪談』（四代目鶴屋南北作）初演。
- 1832年（天保3年） - 七代目團十郎が歌舞伎十八番を撰じる（ただし今日上演される『勧進帳』は天保11年に、『暫』は明治28年に初演されたもの）。
- 1841年（天保12年 ） - 中村座・市村座が火災により焼失。天保の改革のあおりを受けて三座は浅草猿若町へ移転を命じられる。
- 1842年（天保13年） - 五代目海老蔵（七代目團十郎）が奢侈の咎で江戸処払いとなる。
- 1853年（嘉永6年） - 『与話情浮名横櫛』（三代目瀬川如皐作）初演。
- 1860年（万延1年） - 『三人吉三廓初買』（二代目河竹新七（黙阿弥）作）初演。
- 1862年（文久2年） - 『青砥稿花紅彩画』（二代目河竹新七作）初演。

## 明治時代
- 1872年（明治5年） - 東京府庁から狂言綺語（荒唐無稽な創作話）をやめることなどが申し渡される。
- 1878年（明治10年） - 西南戦争を題材にした実録物『西南雲晴朝東風』が記録的な大当たりとなる。
- 1879年（明治11年） - 新富座が開場（ガス灯を配備したて夜間上演を可能にした初の洋式大劇場）。
- 1886年（明治19年） - 末松謙澄、渋沢栄一、外山正一らが演劇改良会を結成。
- 1887年（明治20年） - 外務大臣・井上馨邸に明治天皇を迎え、四日間にわたって天覧歌舞伎を催す。（これより先、1876年に天覧能が行われた）
- 1888年（明治21年） - 『籠釣瓶花街酔醒』（三代目河竹新七作）初演。
- 1889年（明治22年） - 歌舞伎座が開場。
- 1894年（明治27年） - 日清戦争を実録風に描いた川上音二郎の戦争劇が評判になり、翌1895年、川上は歌舞伎座の舞台を踏む。
- 1903年（明治36年） - 五代目菊五郎と九代目團十郎が相次いで死去。
- 1906年（明治39年） - 二代目左團次が渡欧。帰国後、1909年に自由劇場運動をおこし、翻訳劇を上演。
- 1909年（明治42年） - 新富座が松竹経営になる（松竹の東京進出）。
- 1910年（明治43年） - 本郷座が松竹経営になる。
- 1911年（明治44年） - 新歌舞伎『修善寺物語』初演（二代目左團次主演、岡本綺堂作）。この年洋式大劇場帝国劇場が開場。歌舞伎座はこれに対抗して和風に改修。この年、小宮豊隆が『中村吉右衛門論』を発表（文学者による歌舞伎評論）。

## 大正時代
- 1913年（大正2年） - 田村成義が歌舞伎座の経営から手を引き、以後実質的に松竹経営になる。
- 1914年（大正3年） - この頃市村座全盛時代（二長町時代）。この年、歌舞伎座・帝国劇場・市村座が4月興行で『勧進帳』を競演。
- 1921年（大正10年） - 初代中村吉右衛門が市村座を脱退し、物議を醸す。この年、漏電により歌舞伎座焼失。
- 1923年（大正12年） - 関東大震災により東京の劇場は壊滅状態。
- 1925年（大正14年） - 歌舞伎座再興開場式。

## 昭和時代
- 1927年（昭和2年） - 松竹が市村座を借り上げ、市村座専属の六代目尾上菊五郎は松竹入り。
- 1928年（昭和3年） - 二代目市川左團次がモスクワで初の歌舞伎海外公演。
- 1929年（昭和4年） - 松竹が帝国劇場を経営することになり、事実上全ての歌舞伎役者が松竹傘下に。
- 1931年（昭和6年） - 松竹を脱退した四代目河原崎長十郎らが劇団前進座を結成。
- 1944年（昭和19年） - 決戦非常措置要綱に基づく「高級享楽の停止」により、歌舞伎座などの大劇場が閉鎖。
- 1945年（昭和20年） - 空襲により歌舞伎座、新橋演舞場、明治座、中座、御園座など主要な劇場を焼失。
- 1946年（昭和21年） - GHQにより『仮名手本忠臣蔵』など「封建的要素を含む演目」が上演禁止に。
- 1951年（昭和26年） - 歌舞伎座再興開場式。
- 1962年（昭和37年） - 九代目市川海老蔵が十一代目市川團十郎を襲名、60年ぶりに大名跡が復活するが、わずか3年後に死去。
- 1966年（昭和41年） - 国立劇場開場。
- 1980年（昭和55年） - 浅草公会堂において「初春花形歌舞伎」を創始。
- 1985年（昭和60年） - 十代目市川海老蔵が十二代目市川團十郎を襲名、襲名披露興行は4月から東京で3ヵ月、以後大坂・京都・名古屋など各大都市で都合1年間にわたって行われ、新たな歌舞伎ブームの火付け役となる。
- 1986年（昭和61年） - 三代目市川猿之助が独創的な演出による「スーパー歌舞伎」を創始し、第一作『ヤマトタケル』を新橋演舞場で上演。

## 平成時代
- 1990年（平成2年） - それまで歌舞伎座で三波春夫や松竹歌劇団の興行月であった八月に31年ぶりに「納涼歌舞伎」と銘打ち歌舞伎公演を行うことを発表。以降歌舞伎座における1年12か月歌舞伎公演が達成される。
- 2000年（平成12年） - 五代目中村勘九郎らによる江戸時代の芝居小屋を忠実に模した設計の移動劇場「平成中村座」公演がはじまる。
  - 同年 - 三代目市川猿之助が4月『新・三国志』公演中に宙乗り5000回を達成。
- 2002年（平成14年） - 五代目中村勘九郎委嘱・野田秀樹脚本・演出による『野田版 研辰の討たれ』が歌舞伎座で公演。内外に大きな反響を呼び、以降、串田和美や三谷幸喜、蜷川幸雄、宮藤官九郎ら現代演劇の第一線のクリエイターらによる新作歌舞伎が堰を切ったように多数公演される。
- 2003年（平成15年） - 「初春花形歌舞伎」を「新春浅草歌舞伎」と改称。
- 2005年（平成17年） - 安永2年（1774年）に3代目が逝去して以来名乗る者がなく伝説的な名跡となっていた「坂田藤十郎」を人間国宝の三代目中村鴈治郎が四代目として襲名し復活。
  - 同年 - 五代目中村勘九郎が十八代目として中村勘三郎を襲名することを発表。襲名披露興行は3か月にわたって行われ、20年前の十二代目團十郎襲名以来の大襲名として話題になる。
- 2009年（平成21年） - 四代目歌舞伎座建て替えにむけ約一年にわたり「さよなら歌舞伎座」公演を展開。
- 2011年（平成23年） - 三代目市川猿之助が絶縁状態にあった息子で俳優の香川照之と和解したことを発表。甥（香川の従弟）の二代目市川亀治郎が四代目市川猿之助を襲名、自身は二代目市川猿翁となると同時に香川が歌舞伎界に入り大名跡の「市川中車」を襲名、さらに香川の長男・政明が五代目市川團子を襲名するクアトロ襲名公演を行うことが発表された。
- 2013年（平成25年） - 五代目となる新生歌舞伎座が落成し、3月27日・28日の二日間にわたり開場式が行われ、一年間にわたるこけら落とし興行が行われた。
- 2015年（平成27年） - 市川月乃助が新派に転向し「二代目喜多村緑郎」を襲名。
- 2016年（平成28年） - 博多座が一時休館し大改装。同年4月にリニューアルオープンした。
  - 同年 - 中村獅童が『ニコニコ超会議』に出演し、ボーカロイドの初音ミクと共演した「超歌舞伎」『今昔饗宴千本桜』を発表。
  - 同年 - 中村橋之助が八代目中村芝翫を襲名、併せて長男の国生が四代目中村橋之助を、次男の宗生が三代目中村福之助を、三男の宜生が四代目中村歌之助をそれぞれ襲名した。
- 2018年（平成30年） - 九代目松本幸四郎が二代目松本白鸚を、息子の七代目市川染五郎が十代目松本幸四郎を、染五郎の息子四代目松本金太郎が八代目市川染五郎を三代同時襲名。
  - 同年 - 名古屋御園座（グランドメゾン御園座タワー）の建て替えが終わり新開場。

## 令和時代
- 2019年（令和元年） - スタジオジブリ映画作品として有名な『風の谷のナウシカ』原作マンガをベースとした「新作歌舞伎 風の谷のナウシカ」の製作が発表される[1]。
- 2020年（令和2年） - 十一代目市川海老蔵が「十三代目市川團十郎白猿」を襲名、息子の堀越勸玄が前名の市川新之助を八代目として襲名する親子襲名を行う予定。
- 2020年 (令和2年) -  松竹は、6月29日、2019新型コロナウイルスで5か月間休演していた東京歌舞伎座の歌舞伎公演を8月1日から再開すると発表。歌舞伎独特の客席からの掛け声は「お断りさせていただきます」としている。4部制の公演スタイルにして、休憩無しで1時間程度の上演。入場者を入れ替え、次の部を行う[2]。